# Li Fuyu
Dans ce nom, le nom de famille, Li, précède le nom personnel.
Li Fuyu (chinois : 李富玉 ; pinyin : Lǐ Fùyù), né le 9 mai 1978, à Jinan est un coureur cycliste chinois. Après sa carrière, il est devenu directeur sportif de l'équipe chinoise Hengxiang.

## Biographie
En avril 2010, il est suspendu provisoirement par l'UCI, à la suite d'un contrôle positif qui indiquait la présence de Clenbuterol (un anabolisant). C'est le premier athlète positif au Clenbuterol. Le contrôle antidopage, qui date du 23 mars 2010, a été réalisé à l'occasion de la course belge À travers les Flandres. L'échantillon B étant positif, il est suspendu deux ans. Après avoir terminé sa suspension, il revient au sport en 2012 en tant qu'entraîneur et coureur avec l'équipe cycliste Hengxiang, qu'il avait déjà entraînée depuis 2009. Li annonce qu'il se retire de la compétition cycliste à la fin de la saison 2013.
En 2015, il rejoint le staff de l'équipe continentale chinoise Hengxiang.

## Palmarès

### Palmarès par années
- 1998
  -  Médaillé de bronze de la poursuite par équipes aux Jeux asiatiques
- 2006
  - Tour de Thaïlande :
    - Classement général
    - 3e étape

  - 3e du championnat de Chine du contre-la-montre
- 2008
  - 1re étape de la Jelajah Malaysia
  - 3e du championnat de Chine sur route
- 2009
  -  Champion de Chine du contre-la-montre

### Classements mondiaux
| Année              | 2006 | 2007 | 2008 | 2009 | 2010 | 2011 | 2012 | 2013 |
| ------------------ | ---- | ---- | ---- | ---- | ---- | ---- | ---- | ---- |
| Classement ProTour |      | 147e |      |      |      |      |      |      |
| UCI Asia Tour      | 23e  |      | 45e  | 115e |      |      |      | 196e |